# Donji Srđevići
Donji Srđevići su naselje u općini Srbac, Republika Srpska, BiH, udaljeno oko 40 km od Banje Luke.

## Vanjske poveznice
- Satelitska snimka[neaktivna poveznica]